# Lajhármakifélék

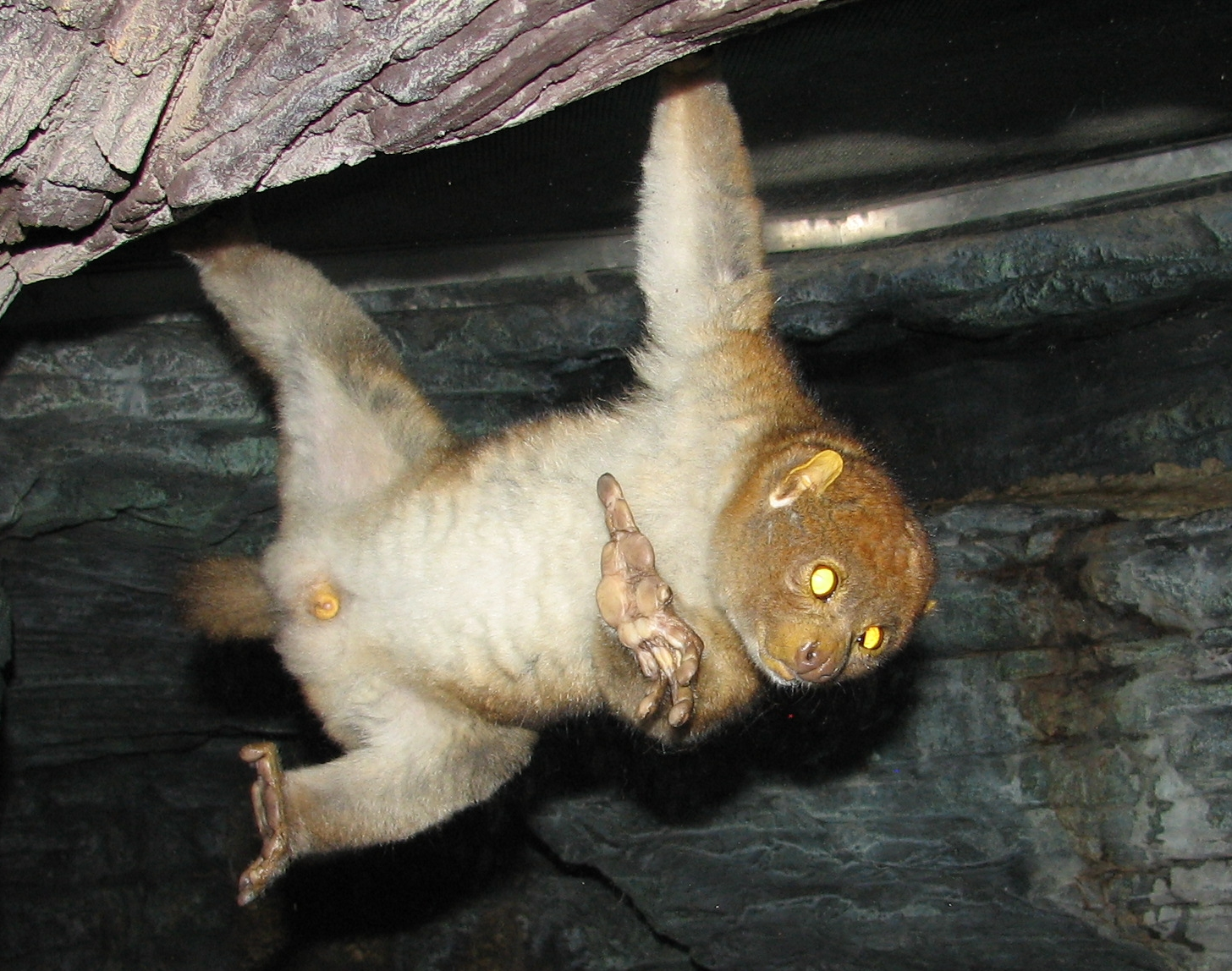
Pottó (Perodicticus potto)

A lajhármakifélék (Loridae vagy Lorisidae)  a főemlősök (Primates) lajhármaki-alkatúak (Lorisiformes) alrendágának névadó családja, amelyhez két alcsalád, öt nem és tizenegy faj tartozik.
A lajhármakifélék vagy más néven lórifélék családjának képviselői Afrika és Délkelet-Ázsia trópusi esőerdeiben élnek. Éjszakai életmódúak, a fákon lassan mozogva közlekednek. Elsősorban rovarokkal és kistestű gerincesekkel táplálkoznak, de emellett növényi részeket is fogyasztanak.

## Rendszerezés
A családba az alábbi alcsaládok, nemek és fajok tartoznak:

## Lóriformák
A lóriformák (Lorinae) alcsaládjába három nem és tizenegy faj tartozik:
- Loris (É. Geoffroy Saint-Hilaire, 1796) – 2 faj
  - Karcsú lóri (Loris tardigradus)
  - Szürke karcsúlóri (Loris lydekkerianus)

- - Xanthonycticebus (Nekaris and Nijman, 2022) – 1 faj
  - Törpe lajhármaki (Xanthonycticebus pygmaeus)

- Nycticebus (É. Geoffroy Saint-Hilaire, 1812) – 8 faj
  - Közönséges lajhármaki (Nycticebus bengalensis)
  - Szunda-szigeti lajhármaki (Nycticebus coucang)
  - szumátrai lajhármaki (Nycticebus hilleri)
  - Jávai lajhármaki (Nycticebus javanicus)
  - Fülöp-szigeteki lajhármaki (Nycticebus menagensis)
  - Bangka-szigeti lajhármaki (Nycticebus bancanus)
  - Borneói lajhármaki (Nycticebus borneanus)
  - Kayan-folyóvidéki lajhármaki (Nycticebus kayan) - a borneói lajhármakiról 2013-ban leválasztott faj

## Medvemakiformák
A medvemakiformák (Perodicticinae) alcsaládjába három nem és hat faj tartozik
- Arctocebus (Gray, 1863) – 2 faj
  - Arany medvemaki (Arctocebus aureus)
  - Közönséges medvemaki (Arctocebus calabarensis)

- Perodicticus (Bennett, 1831) – 3 faj
  - Pottó (Perodicticus potto)
  - kelet-afrikai pottó (Perodicticus ibeanus) - a pottóról 2015-ben leválasztott faj
  - közép-afrikai pottó (Perodicticus edwardsi) - a pottóról 2015-ben leválasztott faj

- Pseudopotto (Schwartz, 1996) – 1 faj
  - Álpottó (Pseudopotto martini)

## Jellemzőik

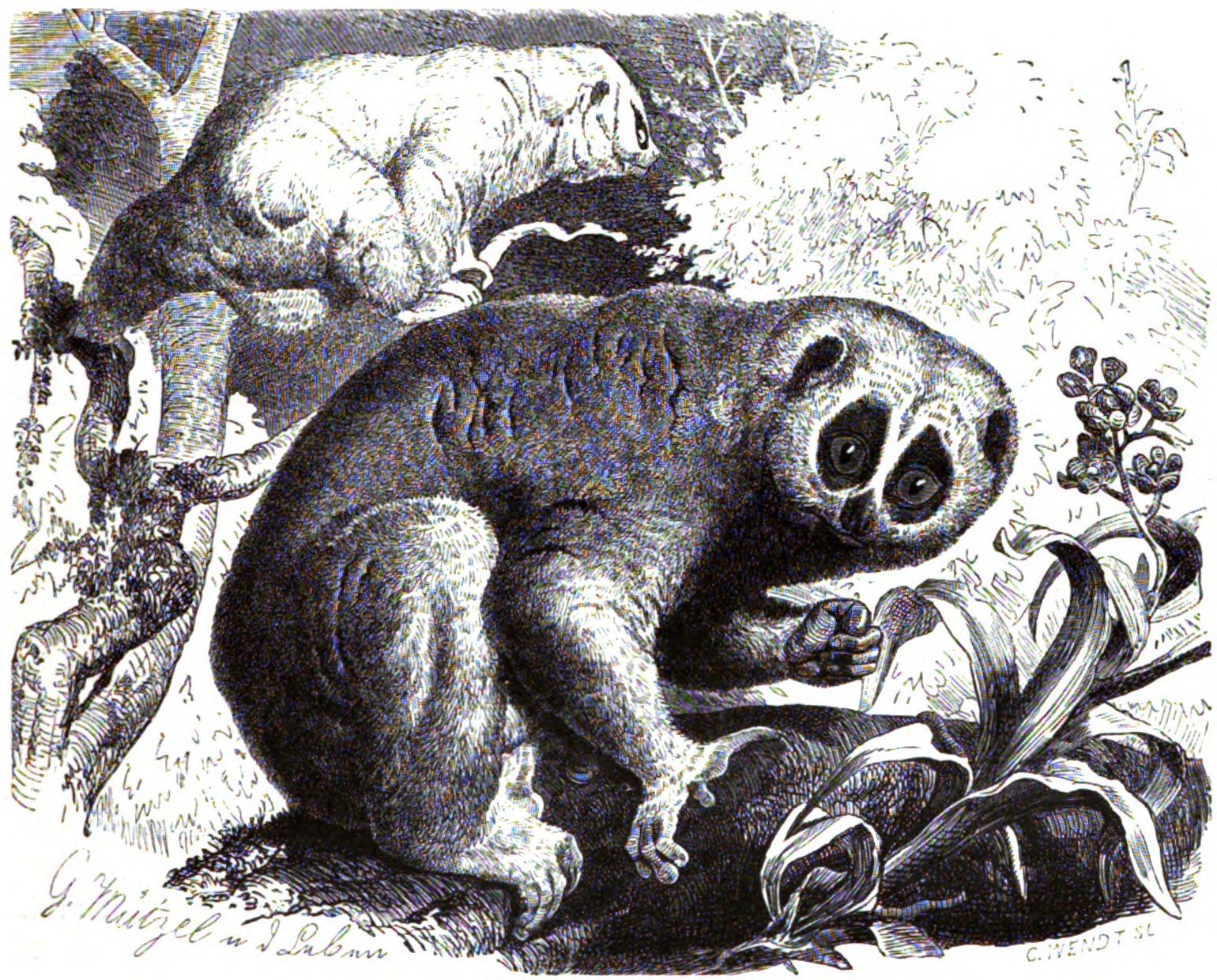
Szunda-szigeti lajhármaki (Nycticebus coucang)

Éjszakai, fán élő, jellemzően kúszva-mászva közlekedő emlősök. Retinájuk mögött megőrizték a többi éjszakai emlősre is jellemző tapetum lucidum-ot (fényvisszaverő réteget). Főleg gyümölcsökön és rovarokon élnek.
A medvemakik, a pottók és az álpottók afrikaiak, a lórik és a lajhármakik ázsiaiak.